# Distronic

Ukázka ICC. Červený vůz automaticky následuje modrý automobil.

Distronic neboli Intelligent Cruise Control (ICC) je označení pro nadstandardní výbavu vozidel Mercedes-Benz. Jedná se o tempomat s radarovou technikou, která vyhodnocuje a udržuje bezpečnou vzdálenost od vozidla jedoucího vpředu a vypočítává nezbytnou podporu brzdné síly. U systému Distronic PLUS pokud řidič nereaguje, dojde k autonomnímu brzdění a akustickému signálu. Kdyby všechna osobní auta byla vybavena Distronic PLUS, klesl by počet nehod na dálnicích o 36%[zdroj⁠?!].